# Етиопо-еритрейска мисия на ООН (2000)
Етиопо-Еритейска мисия на ООН (ЕЕМООН) е мисия на Организацията на обединените нации в Етиопо-Епритейския конфликт и е поставена от Съвета за сигурност през юли 2000 г. за да направлява прекратяването на граничната война започнала през 1998 г. между Етиопия и Еритрея.
Мисията била формално изоставена през юли 2008  поради сериозни затруднения с доставки на гориво  за силите си, както и внимателно обмисляне на оставащите възможности .

## История на конфликта
На 31 юли Съветът за сигурност приема Резолюция 1312 и е създадена ЕЕМООН. Мисията е въведена с цел да се премаркира официално границата между двете страни. Границата следва маршрута, както е обявена от международна комисия в [[Хага[], но Етиопия отказва да приеме прешението, въпреки първоначалното си съгласие със задължителния арбитраж.
Мисията е поддържала седалище в Асмара (Еритрея) и Адис Абеба (Етиопия) и се състояла от 1676 военнослужещи, на фона на високото напрежение между двете страни. Околко 1500 от тези миротворци са били от индийската армия. В допънение е имало околко 147 международни цивилни, 202 местни цивилни и 67 доброволци на ООН. Техния периметър на отговорност е бил буферна зона 25 км. (15 мили) широка в територията на Еритрея по Етиопо-Еритрейската граница. Там са били регистрирани 20 смъртни случея: 13 военнослужещи, трима международни цивилни служители и 4 местни граждани. Одобрения бюджет за мисията от 1 юли 2007 г. и 30 юни 2008 г. е бил 118 990 000 $.
Границата между Етиопия и Еритрея е останала затворена и хиляди души живеят в бежански лагери докато можеби един милион души остават разселени. През октомври 2005 г. правителството на Еритрея ограничава хеликоптерните полети на ЕЕМООН по границата и посиква намаляване на силата на ЕЕМООН с 300 служители. Еритрея също ограничава движението на наземни патрули вътре в буферната зона. Резолюция 1640 през ноември 2005 г. на Съвета за сигурност на ООН заплашила със санкции за двете страни, ако не се намери разрешение.
Мисията приключила, считано от 31 юли 2008 г. с резолюция на Съвета за сигурност на ООН приета на 30 юли 2008 г. Миротворци са били прогонени от граничната зона от Еритрея през февруари 2008 г., и Етиопия е отказала да приеме задължителното международно Решение на Съда за граничния въпрос. Има опасения, че това може да създаде прецедент, който да покаже, че една страна може да изтласка извън границите си миротворците на ООН. Анализатори също така се опасяват от нова война, която може да избухне между Етиопия и Еритрея за пограничния спор. Еритрея, обаче, се опитала да разсее страховете от нова война.